# 新青口岸
22°0′11″N 106°41′2″E / 22.00306°N 106.68389°E
新青口岸，另译新清口岸，是越南谅山省文朗县的一个边境口岸。该口岸位于中越边境15号界碑附近，距离越南首都河内约170公里，与中国广西的友谊关口岸浦寨边贸点相接。